# Circle of Iron
O filme O Círculo de Ferro (Circle of Iron, no original), com Christopher Lee, David Carradine e Jeff Cooper, entre outros, é um filme de artes marciais cuja história, escrita por Bruce Lee, James Coburn e S. Silliphant, aborda essencialmente a filosofia zen. Bruce Lee teria projetos de realizar o filme, porém veio a falecer antes, sendo estrelado então por Christopher Lee no papel de Zetan, um estranho guerreiro que figura como guardião de um livro que encerra elementos de uma sabedoria oculta para o mundo, e ao qual muitos ambicionam conhecer; Carradine no papel do lutador cego Changsha, e Jeff Cooper como Cord, o lutador que pretende defrontar-se com Zetan e apoderar-se do conhecimento contido no livro. Porém uma grade surpresa aguarda por Cord quando ele enfim consegue abrir o livro… O filme tem também como título A Flauta Silenciosa (The Silente Flute) e a trilha sonora é de Bruce Smeaton. A produção é de Paul Maslansky e Sandy Howard, e a direção de Richard More.